# 에밀리 도넬슨

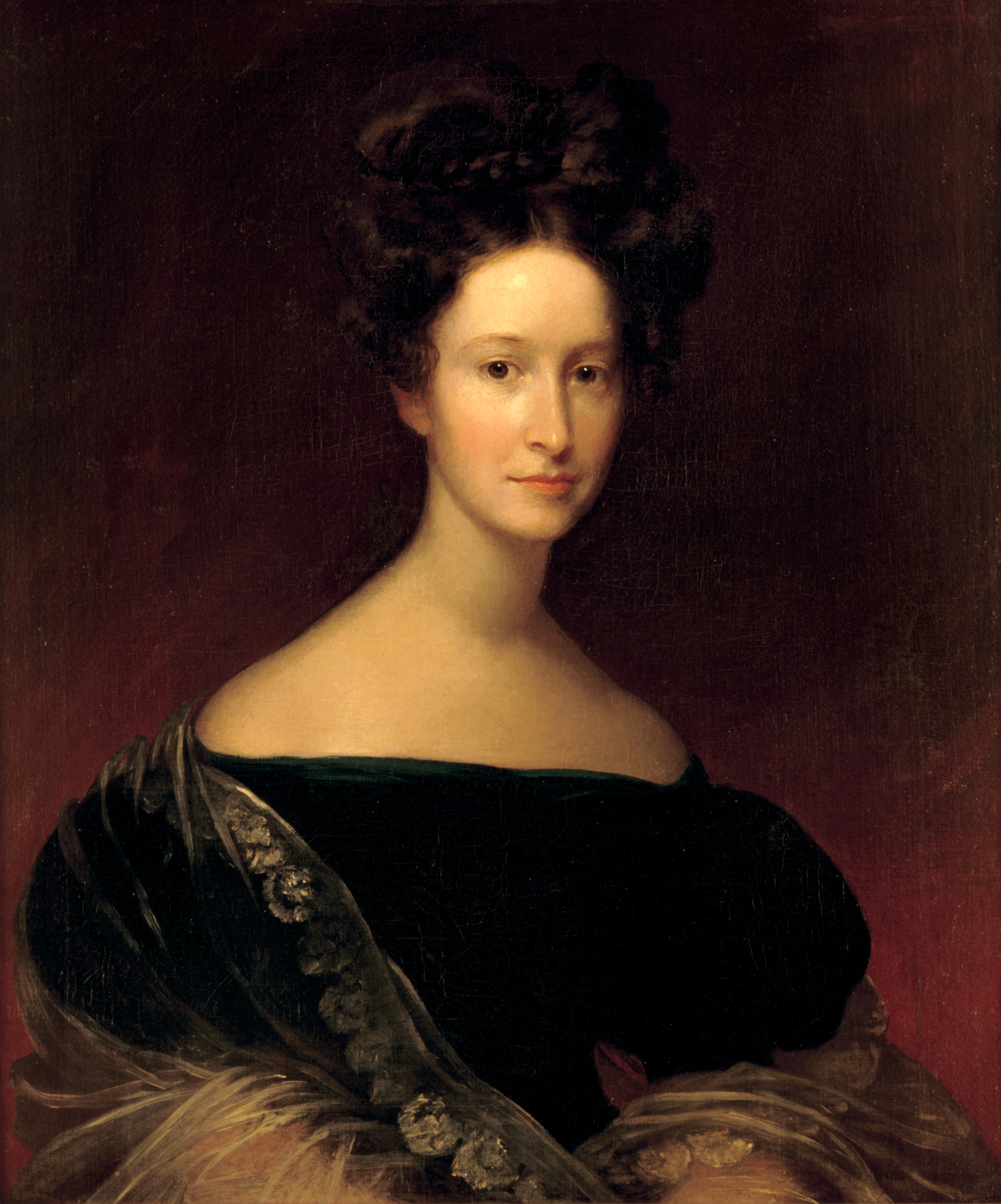

에밀리 도넬슨(Emily Donelson, 본명: 에밀리 테네시 도넬슨, Emily Tennessee Donelson, 1807년 6월 1일 ~ 1836년 12월 19일)은 1829년부터 1834년까지 그녀의 삼촌 앤드루 잭슨이 대통령으로 재임하던 당시 미국의 영부인 대행이었다. 그녀는 잭슨 아내의 형제의 딸이었다. 잭슨의 아내 레이첼 도넬슨 잭슨은 남편의 대통령 취임식을 몇 주 앞두고 사망했다.
도넬슨은 테네시의 도넬슨 및 잭슨 가족 사이에서 자랐으며 첫 사촌 앤드루 잭슨 도넬슨과 결혼했다. 도넬슨 가족은 삼촌이 정치 경력을 쌓고 대통령직을 맡으면서 삼촌을 위해 일했다. 이들은 잭슨 대통령과 함께 백악관으로 이사했고, 그곳에서 도넬슨은 백악관 여주인으로 일했다. 그녀는 에티켓에 대한 공식적인 교육이 부족함에도 불구하고 그 역할을 성공적으로 수행했으며 워싱턴 사회로부터 호평을 받았다. 페티코트 사건으로 인해 도넬슨 가문과 대통령 사이에 분열이 발생했고, 도넬슨은 1830년과 1831년 대부분 동안 집으로 돌아왔다. 그녀는 결국 백악관으로 돌아왔지만 병이 나서 집으로 돌아와 29세의 나이에 결핵으로 사망했다.